# 穆奥塔塔尔
穆奥塔塔尔（德語：Muotathal）是瑞士联邦施维茨州施维茨区的市镇。该市镇面积为172.15平方千米，海拔高度610米，2018年12月31日人口数为3,526。